# Ave-do-paraíso
As aves-do-paraíso são membros da família Paradisaeidae da ordem Passeriformes. A maior parte das espécies são encontradas na Papua Nova Guiné e Australia oriental. A família possui 42 espécies em 15 gêneros. A característica mais marcante das aves-do-paraíso é a plumagem exuberante dos machos das espécies sexualmente dismórficas (a maioria), em particular as altamente elongadas e elaboradas estendendo de seu bico, asas, rabo ou cabeça. Em maior parte, eles habitam florestas tropicais. A dieta de todas as espécies é dominada por frutas e, em menor quantidade, artrópodes. As aves-do-paraíso apresentam uma variedade de sistemas de reprodução, indo de monogamia a poligamia do tipo-lek.
Um número de espécies estão ameaçadas pela caça e perda de habitat.

## Taxonomia e sistemática
Por muitos anos, as aves-do-paraíso foram consideradas proximamente aparentadas aos pássaros-jardineiro. Atualmente, ambas as famílias são reconhecidas como parte da linhagem Corvida; no entanto com parentesco distante. Os parentes evolutivos mais próximos das aves-do-paraíso são as famílias Corvidae, Monarchidae e Struthideidae.
Estima-se que a família emergiu há 24 milhões de anos. Há cinco clados principais dentro dessa família: os gêneros sexualmente monomórficos Manucodia, Phonygammus e Lycocorax formam um clado monofilético, que se separou das outras aves-do-paraíso há cerca de 10 milhões de anos. Os gêneros Pteridophora e Parotia são sugeridos para formar o segundo clado, seguido por um clado consistindo dos gêneros Seleucidis, Drepanornis, Semioptera, Ptiloris e Lophorina. Os dois últimos clados são formados por Epimachus, Paradigalla e Astrapia e Diphyllodes, Cicinnurus e Paradisaea, respectivamente.

### Gêneros e espécies
Nomes populares e classificação de acordo com Paixão, 2021 e BirdLife International, 2019.
| Gênero: Lycocorax - Corvo-do-paraíso-de-halmaera, Lycocorax pyrrhopterus - Corvo-do-paraíso-das-obi, Lycocorax obiensis Gênero: Manucodia - Manucódio-luzidio, Manucodia ater - Manucódio-de-jóbi, Manucodia jobiensis - Manucódio-engelhado, Manucodia chalybatus - Manucódio-encaracolado, Manucodia comrii Gênero: Phonygammus - Manucódio-trombeteiro, Phonygammus keraudrenii Gênero: Paradigalla - Paradigalo-de-cauda-comprida, Paradigalla carunculata - Paradigalo-de-cauda-curta, Paradigalla brevicauda Gênero: Astrapia - Astrápia-de-arfak, Astrapia nigra - Astrápia-esplêndida, Astrapia splendidissima - Astrápia-cauda-de-fita, Astrapia mayeri - Astrápia-princesa, Astrapia stephaniae - Astrápia-de-huon, Astrapia rothschildi Gênero: Parotia - Parótia-de-vogelkop, Parotia sefilata - Parótia-de-capacete, Parotia carolae - Parótia-bronzeada, Parotia berlepschi - Parótia-de-cauda-curta, Parotia lawesii - Parótia-oriental, Parotia helenae (Disputado) - Parótia-de-huon, Parotia wahnesi Gênero: Pteridophora - Ave-do-paraíso-embandeirada, Pteridophora alberti Gênero: Lophorina - Loforina-soberba, Lophorina superba - Loforina-de-vogelkop, Lophorina niedda - Loforina-oriental, Lophorina minor (Disputado) |  | Gênero: Ptiloris - Ave-do-paraíso-de-garganta-metálica, Ptiloris magnificus - Ave-do-paraíso-grunhidora, Ptiloris intercedens - Ave-do-paraíso-meridional, Ptiloris paradiseus - Ave-do-paraíso-da-queenslândia, Ptiloris victoriae Gênero: Epimachus - Bico-de-foice-castanho, Epimachus fastosus - Bico-de-foice-negro, Epimachus meyeri Gênero: Drepanornis - Bico-preto-em-foice, Drepanornis albertisi - Bico-pálido-em-foice Drepanornis bruijnii Gênero: Diphyllodes - Ave-do-paraíso-magnífica, Diphyllodes magnificus - Ave-do-paraíso-republicana, Diphyllodes respublica Gênero: Cicinnurus - Ave-do-paraíso-real, Cicinnurus regius Gênero: Semioptera - Estandarteiro-do-paraíso, Semioptera wallacii Gênero: Seleucidis - Ave-do-paraíso-filamentosa, Seleucidis melanoleucus Gênero: Paradisaea - Ave-do-paraíso-pequena, Paradisaea minor - Ave-do-paraíso-grande, Paradisaea apoda - Ave-do-paraíso-flamejante, Paradisaea raggiana - Ave-do-paraíso-de-peito-alfazema, Paradisaea decora - Ave-do-paraíso-vermelha, Paradisaea rubra - Ave-do-paraíso-imperial, Paradisaea guilielmi Gênero: Paradisornis - Ave-do-paraíso-azul, Paradisornis rudolphi |

## Descrição

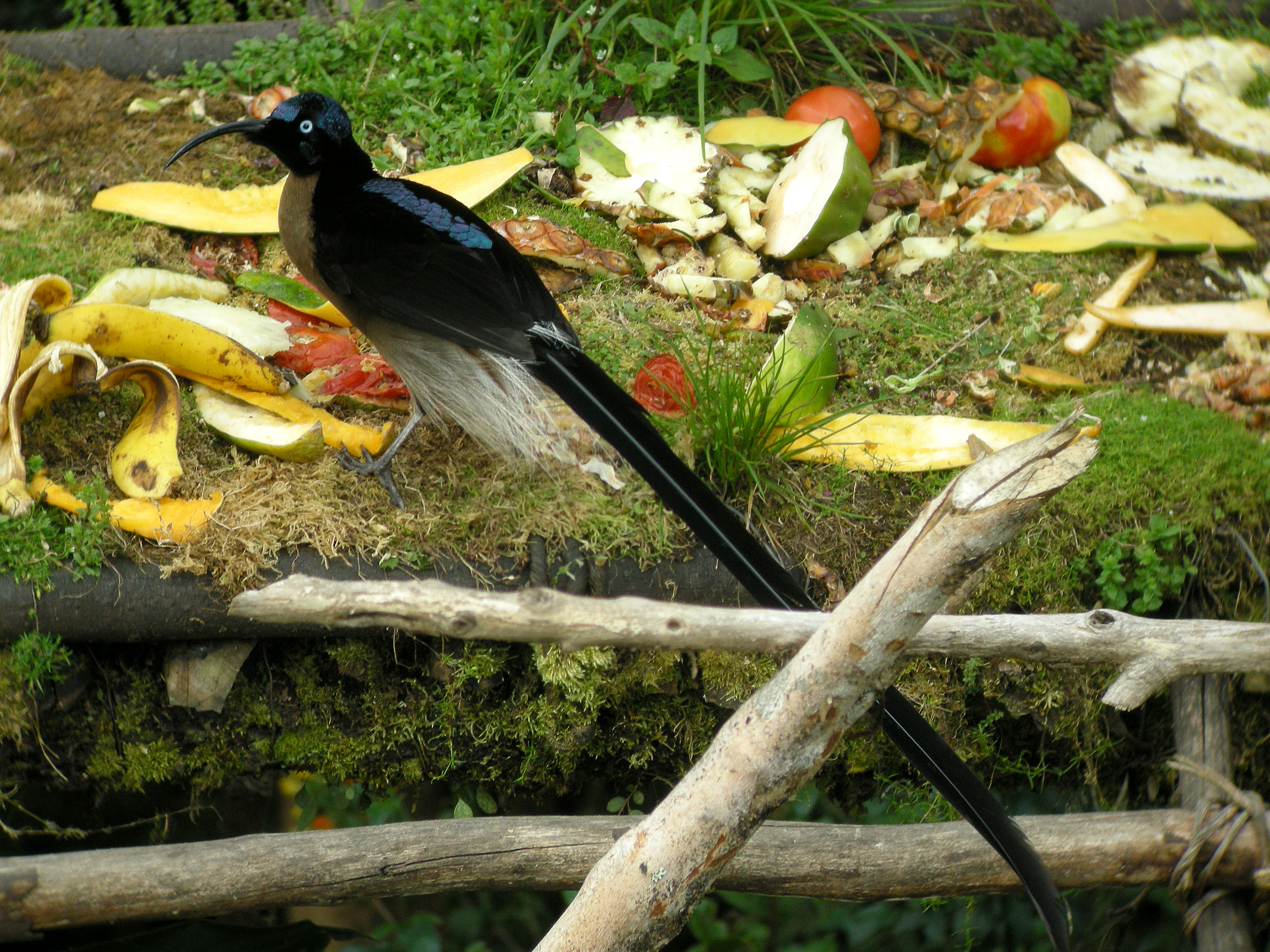
Os bicos-de-foice possuem bico curvado.

As aves-do-paraíso são intimamente relacionadas aos corvídeos. As aves-do-paraíso são aves de pequeno a médio porte, medindo entre 15 a 120 cm de comprimento, incluindo a cauda. As espécies maiores têm dimensões aproximadas a um corvo. O bico é curto e forte e adaptado a uma alimentação omnívora, baseada em frutos, folhas e animais como anfíbios, insectos e outros invertebrados.
Na maioria das espécies, as caudas dos machos são maiores e mais longas do que as fêmeas, as diferenças variam de leve a extrema. As asas são arredondadas e, em algumas espécies, modificadas estruturalmente nos machos para fazer som. Há uma variação considerável na família no que diz respeito ao formato do bico. Os bicos podem ser longos e curvados, como nos bicos-de-foice, ou pequenos e finos como nas astrápias. Tal como acontece com o tamanho do corpo, o tamanho do bico varia entre os sexos, embora as espécies em que as fêmeas têm bico maior que o macho sejam mais comuns, particularmente nas espécies que se alimentam de insetos.
O grupo é notório por dimorfismo sexual extremo na maior parte das espécies; no entanto há espécies monomórficas onde o macho não é ornamentado e é semelhante à fêmea. A variação da plumagem entre os sexos está intimamente relacionada ao modo de reprodução. Os manucódios e os corvos-do-paraíso, socialmente monógamos, são sexualmente monomórficos. Assim como as duas espécies de Paradigalla, que são polígamos. Todas essas espécies têm plumagem geralmente preta com quantidades variáveis de iridescência verde e azul. A plumagem feminina das espécies dimórficas é tipicamente monótona para se misturar com seu habitat, ao contrário das cores atraentes e brilhantes encontradas nos machos. Os machos mais jovens dessas espécies têm plumagem de fêmea e a maturidade sexual leva muito tempo, com a plumagem adulta completa não sendo obtida por até sete anos. Isso proporciona aos machos mais jovens proteção contra predadores de cores mais suaves e também reduz a hostilidade dos machos adultos.

## Habitat e distribuição
Das 42 espécies conhecidas de aves-do-paraíso, 38 são encontradas na Nova Guiné, duas na Austrália e duas em Molucas, no leste da Indonésia. O clima na Nova Guiné é geralmente úmido, embora seja possível distinguir entre uma "estação seca" de maio a novembro e uma "estação chuvosa" de outubro a abril. As aves-do-paraíso atingem o pico de exibição da plumagem durante a estação seca e o início da estação chuvosa, que marca o auge do período de nidificação.
A maioria das aves-do-paraíso vive em florestas tropicais, quase todas elas habitando árvores solitárias. Várias espécies foram registradas em manguezais costeiros. A espécie mais meridional, a ave-do-paraíso-meridional (Ptiloris paradiseus) da Austrália, vive em florestas subtropicais úmidas  e temperadas. Como um grupo, o gênero Manucodia é o mais adaptável em termos de habitat, em particular a espécie manucódio-luzidio (Manucodia ater), que habita tanto a floresta quanto a savana aberta. Os habitats medianos são os habitats mais comumente ocupados, com trinta das quarenta espécies ocorrendo na faixa altitudinal de 1000–2000 m.

## Comportamento e ecologia

### Dieta e alimentação

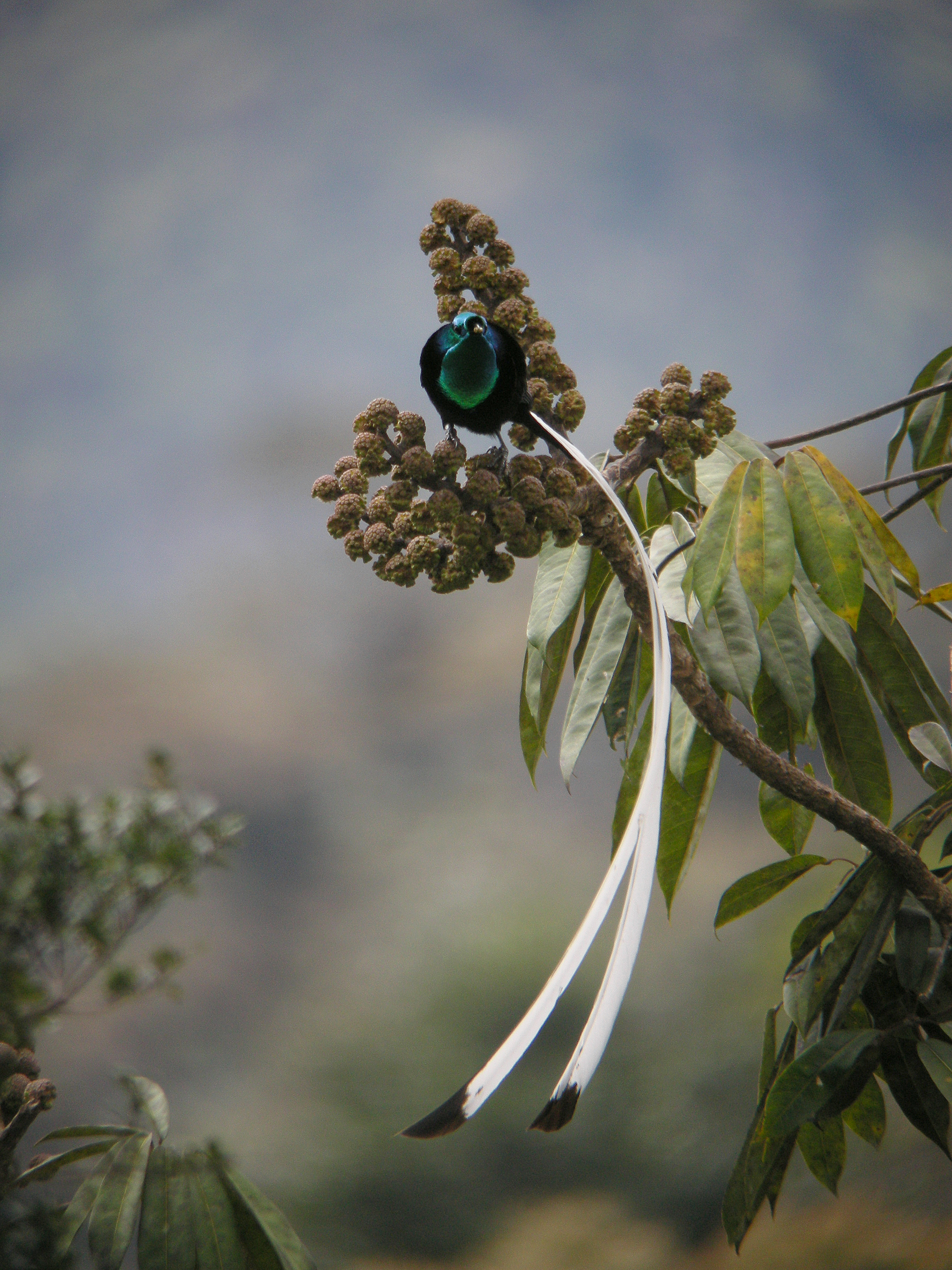
Frutas do gênero Schefflera são uma parte importante da dieta da astrápia-cauda-de-fita (Astrapia mayeri).

A dieta das aves-do-paraíso é dominada por frutas e artrópodes, embora pequenas quantidades de néctar e pequenos vertebrados também possam ser ingeridos. A proporção dos dois tipos de alimentos varia por espécie, com frutas predominando em algumas espécies e artrópodes dominando a dieta em outras. A proporção dos dois afetará outros aspectos do comportamento da espécie, por exemplo, as espécies frugívoras tendem a se alimentar na copa da floresta, enquanto os insetívoros podem se alimentar mais abaixo. Os frugívoros são mais sociais do que os insetívoros, que são mais solitários e territoriais.
Mesmo as aves-do-paraíso que são primordialmente insetívoras ainda comem grandes quantidades de frutas; e elas são, em geral, um importante dispersor de sementes nas florestas da Nova Guiné, pois não digerem-as. As espécies que se alimentam de frutas vagam amplamente em busca de frutas e, embora possam se juntar a outras espécies que se alimentam de frutas em uma árvore frutífera, não se associarão a elas de outra forma e não permanecerão por muito tempo com outras espécies. As frutas são consumidas empoleiradas e não no ar, e os pássaros-do-paraíso podem usar os pés como ferramentas para manipular e segurar a comida, permitindo que extraiam certas frutas capsulares. Há alguma diferença de nicho na escolha de frutas por espécie e qualquer espécie consumirá apenas um número limitado de tipos de frutas em comparação com a grande variedade disponível.

### Reprodução
A maioria das espécies tem rituais de acasalamento elaborados, com pelo menos 8 espécies usando o sistema de acasalamento lek, incluindo os pássaros do gênero Paradisaea. Outros, como as espécies Cicinnurus e Parotia, têm danças de acasalamento altamente ritualizadas.
Em toda a família (Paradisaeidae), a preferência feminina é incrivelmente importante na formação dos comportamentos de corte dos machos e, de fato, impulsiona a evolução das combinações ornamentais de som, cor e comportamento. Os machos são polígamos nas espécies sexualmente dimórficas, mas monógamos em pelo menos algumas das espécies monomórficas; eles também não ajudam a fêmea na construção do ninho, incubação ou cuidado dos filhotes e, portanto, a aptidão de um macho depende inteiramente de sua vitória sobre os outros machos.

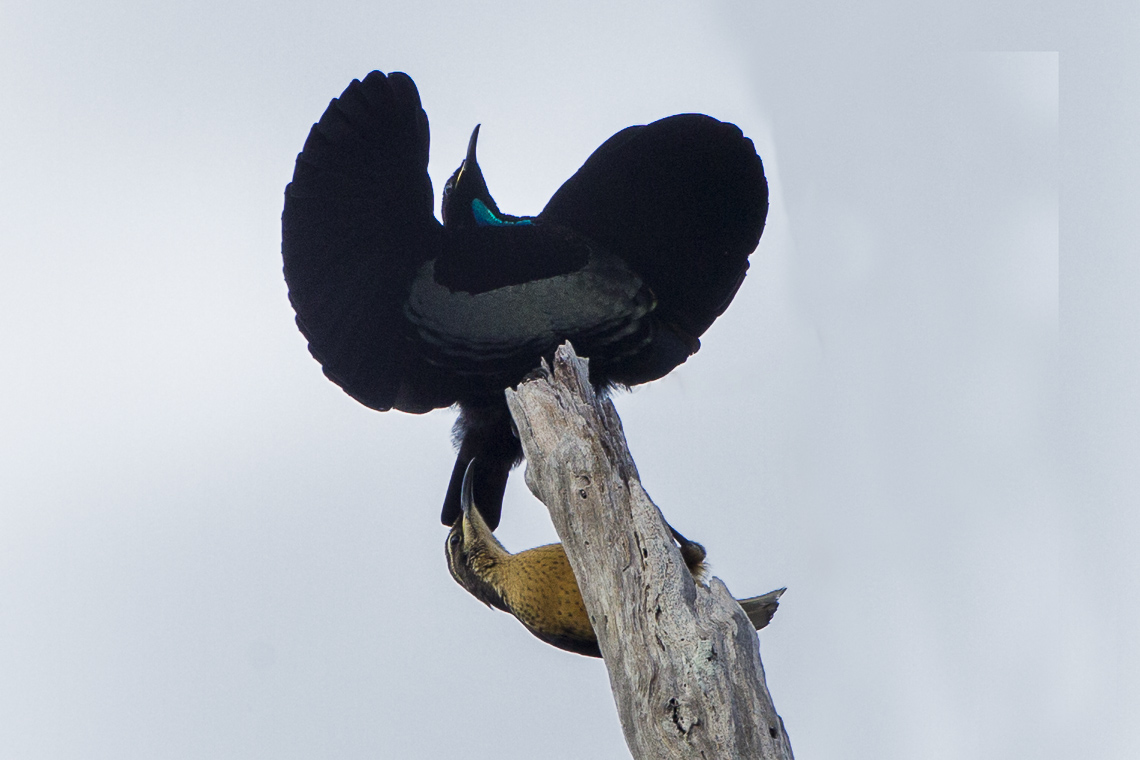
Um macho de ave-do-paraíso-da-queenslândia (Ptiloris victoriae) se exibe enquanto é inspecionado por uma fêmea.

A hibridização é frequente nestas aves, sugerindo que as espécies polígamas de ave do paraíso estão intimamente relacionadas, apesar de pertencerem a diferentes gêneros. Muitos híbridos foram descritos como novas espécies, e permanece a dúvida sobre se algumas formas, como a ave-do-paraíso-de-bico-fino, são válidas.
As aves-do-paraíso constroem seus ninhos com materiais macios, como folhas, samambaias e gavinhas de videira, normalmente colocadas em uma forquilha de árvore. O número típico de ovos em cada ninhada varia entre as espécies e não é conhecido para todas as espécies. Para espécies maiores, quase sempre é apenas um ovo, mas espécies menores podem produzir ninhadas de 2 a 3 ovos. Os ovos eclodem após 16–22 dias, e os filhotes deixam o ninho entre 16 e 30 dias de idade.

## Relacionamento com humanos

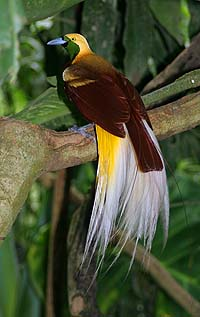
Paradisaea minor

As sociedades da Nova Guiné costumam usar plumas de ave-do-paraíso em suas vestimentas e rituais. No sudeste da Ásia, as penas continuam a ser muito valorizadas entre os papuas e os molucanos do leste da Indonésia por seu esplendor e por seu valor espiritual. Por exemplo, ao reafirmar uma aliança entre as aldeias em Tanimbar, tanto homens quanto mulheres vestem suas melhores roupas e ornamentos, o que inclui para as mulheres um cocar que consiste nas penas da cauda da ave do paraíso, e para os homens um cocar, para representar a crista do pássaro.
As penas da ave-do-paraíso eram conhecidas na China já no século VIII, e as plumas também chegaram à Índia e ao Oriente Médio. Os cavaleiros medievais na Europa no século XIII teriam usado as penas em seus elmos, embora a proveniência das penas não seja conhecida e possa ter vindo do mundo árabe.
Os primeiros espécimes registrados da ave-do-paraíso foram aqueles trazidos de volta à Espanha pela tripulação de Magalhães em 1522. De acordo com Antonio Pigafetta, o cronista veneziano da expedição de Magalhães, o governante do reino de Bacan (norte de Molucas, no leste da Indonésia) deu ao capitão duas aves (espécie Paradisaea minor) de presente, que deveriam ser apresentadas ao rei da Espanha.  As penas da ave-do-paraíso eram usadas como ornamentação pelos espanhóis e, na década de 1540, muitas foram encontradas nos principais centros culturais europeus.

### Caça
A caça às aves do paraíso ocorre durante a época de acasalamento, que ocorre na época da seca entre maio e novembro.
Entre as espécies mais frequentemente caçadas, os machos começam a acasalar oportunisticamente antes mesmo de desenvolverem sua plumagem ornamental. Hipotetiza-se que esta pode ser uma adaptação para manter os níveis populacionais face às pressões da caça, que provavelmente estão presentes há centenas de anos.
O naturalista, explorador e autor Alfred Russel Wallace passou seis anos no então chamado Arquipélago Malaio (publicado em 1869), atirando, coletando e descrevendo muitos espécimes de animais e pássaros.
A caça para fornecer plumas para o comércio de chapéus foi extensa no final do século XIX e início do século XX. A demanda ocidental por penas de ave-do-paraíso atingiu um pico nas primeiras duas décadas do século XX, quando chapéus com plumas de cores brilhantes se tornaram moda na Europa e nos Estados Unidos. De 1905 a 1920, entre 30.000 a 80.000 pássaros foram mortos anualmente e exportados para leilões de penas em Londres, Paris e Amsterdã. Hoje, as aves-do-paraíso desfrutam de proteção legal e a caça só é permitida em um nível sustentável para atender às necessidades cerimoniais da população tribal local.
A caça de plumas e a destruição do habitat reduziram algumas espécies ao status de ameaçadas de extinção; a destruição do habitat devido ao desmatamento é agora a ameaça predominante.

### Outros exemplos
- A constelação de Apus no hemisfério sul representa uma ave-do-paraíso.
- Um macho adulto da ave-do-paraíso está representado na bandeira de Papua Nova Guiné.
- Os vários membros da família foram traçados por David Attenborough em Attenborough in Paradise.
- O Exército da Indonésia tem um Comando de Área Militar com o nome de "Cenderawasih", o nome local da ave.
- A pluma do pássaro do paraíso foi usada na coroa real usada pelo Rei do Nepal, antes do estabelecimento de uma república.
- Agora, a coroa está alojada no Museu do Palácio Naraynhiti.